# 约恩-赫尔曼·赫格
约恩-赫尔曼·赫格（挪威語：Jon-Hermann Hegg，1999年3月26日—），挪威男子射击运动员，2022年世界射击锦标赛男子50米步枪三姿团体金牌得主和男子50米步枪三姿铜牌得主、2023年世界射击锦标赛男子50米步枪卧射团体金牌得主和男子50米步枪三姿团体铜牌得主。